# Еремо ди Тицано (Болоња)
Еремо ди Тицано (итал. Eremo di Tizzano) је насеље у Италији у округу Болоња, региону Емилија-Ромања.
Према процени из 2011. у насељу је живело 13 становника. Насеље се налази на надморској висини од 248 м.